# Mtubatuba (gmina)
Mtubatuba – gmina w Republice Południowej Afryki, w prowincji KwaZulu-Natal, w dystrykcie Umkhanyakude. Siedzibą administracyjną gminy jest Mtubatuba.